# ГЕС Канге 1-2-3
ГЕС Канге 1-2-3 — дериваційний каскад гідроелектростанцій у північно-західній частині Північної Кореї. Використовує ресурс зі сточища річки Changjin, правої притоки Pujon, яка, своєю чергою, є лівою притокою Ялуцзян (утворює кордон між Північною Кореєю та Китаєм і впадає до Жовтого моря).
У другій половині 1930-х років із верхньої течії Changjin організували забір води для роботи дериваційного каскаду Changjin, котрий реалізував схему з перекиданням ресурсу між басейнами Жовтого та Японського морів. Нижче по течії Changjin запланували створити другу точку деривації, проте на цей раз мова йшла про транспортування ресурсу між притоками Ялуцзян — до сточища річки Changja. Реалізація проєкту почалась ще у 1940 році за часів японського колоніального панування, проте його так і не встигли завершити до кінця Другої світової війни. Невдовзі за цим на півострові вибухнула Корейська війна, так що знов за каскад Канге взялись лише у 1958-му, а введення в експлуатацію припало на 1964-й.
Для накопичення ресурсу на Changjin звели бетонну гравітаційну греблю Rangrim висотою 101 метр, яка потребувала 1810 тис. м3 матеріалу. Вона утримує водосховище з об'ємом 678 млн м3, котре витягнулось по долині річки на 24 км (крім того, у долині лівого притоку Changjin виникла велика затока довжиною 14 км).
З резервуара у західному напрямку прокладено дериваційний тунель, котрий виходить до долини річки Намчхон, яка у місті Канге впадає праворуч до Changja (котра вже є лівою притокою Ялуцзян). Уздовж траси, загальна довжина якої становить 49,7 км, розташовано три гідроелектростанції каскаду — Канге 1 (135 МВт), Канге 2 (54 МВт) та Канге 3 (35,6 МВт). У сукупності вони використовують напір у 590 метрів та забезпечують виробництво від 1,1 до 1,4 млрд кВт·год електроенергії на рік. Оновне обладнання для станцій постачили з Чехословаччини (можливо відзначити, що на кілька років раніше ця ж країна забезпечила агрегати для відновлення зруйнованих бомбардуваннями каскадів Changjin, Pujon, Hochon та ГЕС Супун).
Відпрацьована вода через Намчхон потрапляє до Changja, на якій далі розташовані три малі станції каскаду Hungju Youth та ГЕС Tonnogang.
Видача продукції відбувається через ЛЕП, призначені для роботи під напругою 220 кВ та 66 кВ.
З 1975 року на каскаді впроваджене дистанційне управління.